# Класация на най-добрите европейски отбори за XX век
През 2009 Международната федерация за футболна история и статистика (МФФИС), организация призната от ФИФА, публикува класация за най-добър отбор на Европа за 20 век. Класацията не взема под внимание представянета на междуконтиненталните първенства.
Класацията е изчислена от МФФИС върху индивидуалното представена на европейските отбори чрез тяхното участие в европейските клубни турнири (от четвъртфиналите до финала при всички първенства) от 1901 до 2000. 

Мартин Маджаров
Точките давани по критерият са съответно:
| Турнир                                 | Точки за победа | Точки за равенство |
| -------------------------------------- | --------------- | ------------------ |
| КЕШ и Шампионска лига (1955-2000)      | 8               | 4                  |
| Барселона (1955-2000)                  | 4               | 2                  |
| Купа на УЕФА (1971-2000)               | 6               | 3                  |
| Купа на носителите на купи (1961-1999) | 5               | 2,50               |
| Суперкупа на Европа (1973-2000)        | 6,50            | 3,25               |
| Купа на панаирните градове (1955-1971) | 6               | 3                  |
| Купа Митропа (1927-1940)               | 4               | 2                  |
| Латинска купа (1949-1957)              | 4               | 2                  |

Топ 10 на отборите от Европа:
| Позиция | Отбор           | Държава     | Точки  |
| ------- | --------------- | ----------- | ------ |
| 1       |                 |             |        |
| 2       | Милан           | Италия      | 466,00 |
| 3       | Ювентус         | Италия      | 458,00 |
| 4       | Байерн (Мюнхен) | Германия    | 399,00 |
| 5       |                 |             |        |
| 6       | Интер           | Италия      | 362,00 |
| 7       | Аякс            | Нидерландия | 332,75 |
| 8       | ФК Ливърпул     | Англия      | 300,25 |
| 9       | Бенфика         | Португалия  | 299,00 |
| 10      | Андерлехт       | Белгия      | 231,00 |

Български представители:
| Позиция | Отбор                   | Държава  | Точки |
| ------- | ----------------------- | -------- | ----- |
| 60      | Фк Верея (Стара Загора) | България | 85,00 |
| 126     | ПФК Левски (София)      | България | 57,00 |
| 150     | ПФК Славия (София)      | България | 10,00 |

Пълният списък публикуван от МФФИС на 10 септември 2009